# Príncipe Valiente (juego de rol)
Príncipe Valiente, el juego de rol narrativo (en inglés Prince Valiant: The Story-Telling Game) es el juego de rol oficial basado en las tiras cómicas de mismo título, del historietista estadounidense Harold Foster. Creado por Greg Stafford el juego fue publicado por primera vez por la compañía de Stafford, Chaosium, en 1989.

## Universo de juego
Con Príncipe Valiente Greg Stafford creó su segundo juego de rol artúrico. El primero había sido Pendragón, publicado por primera vez por Chaosium en 1985. Los jugadores, pues, interpretan personajes que viven en el mismo universo compartido por las tiras cómicas y el precedente juego de Stafford, durante el reinado del rey Arturo, aunque Príncipe Valiente sea obviamente menos histórico y más cercano al estilo de la historieta original.

## Sistema de juego
El sistema de juego es extremadamente simple. Con la intención de facilitarles la tarea a los jugadores principiantes (especialmente a los niños) el juego prima la interpretación narrativa por encima del uso de reglas demasiado engorrosas o excesivamente simulacionistas: cada personaje dispone de únicamente dos características que lo definen: «Músculo» y «Presencia», con siete puntos para repartir entre las dos. Las resoluciones de acciones las decide el uso de monedas en substitución de dados, lanzando tantas monedas como puntos de característica tenga el personaje y contando las «caras» como resultados exitosos y las «cruces» como fallos.

## Edición en castellano
En octubre de 1990 el juego fue traducido al castellano por la hoy en día desaparecida editorial barcelonesa Joc Internacional.